# Front Row
Front Row — технологія Mac OS X, що дозволяє перетворити комп'ютер під управлінням цієї операційної системи у медіа-центр з простим у користуванні інтерфейсом користувача. Для управління використовується пульт дистанційного керування Apple Remote.
Вперше представлена 12 жовтня 2005 року.